# Jumbo (supermarché)
Pour les articles homonymes, voir Jumbo.
Jumbo est une chaîne de supermarchés néerlandaise créée en 1979 à Tilbourg, aux Pays-Bas. Elle appartient au Groupe Van Eerd.

## Histoire
Le 18 octobre 1979, le premier supermarché Jumbo est ouvert par Jan Meurs et Anita Meurs sur la Lourdesplein (place de Lourdes) à Tilbourg, dans une ancienne église.
En 1983, le groupe Van Eerd rachète la formule Jumbo de Jan et Anita Meurs. En peu de temps, des dizaines de supermarchés Jumbo sont ouverts dans les provinces de Zélande, Brabant-Septentrional et en Limbourg. En 2002, la chaîne possède 36 magasins aux Pays-Bas.
En 2009, Jumbo rachète les supermarchés Super de Boer et devient un des plus grands supermarchés aux Pays-Bas. Le 2 novembre 2011, Jumbo ouvre son 250e supermarché à Amsterdam.
En 2019, Jumbo ouvre ses premiers magasins en Belgique.
En 2022, elle possède plus de 700 magasins aux Pays-Bas et en Belgique, réalise un chiffre d’affaires de 9,9 milliards et emploie 100 000 personnes.
En septembre 2022, des propriétés et bureaux de son patron Frits van Eerd et de plusieurs dirigeants sont perquisitionnés par le service de l’inspection fiscale (FIOD), dans le cadre d’une enquête sur une vaste affaire de blanchiment et de diverses fraudes.

## Types d'enseigne
- Jumbo : chaîne de supermarchés
- Jumbo Foodmarkt : hypermarché (un seul, à Bréda)
- Pryma : chaîne de supérettes

## Identité visuelle

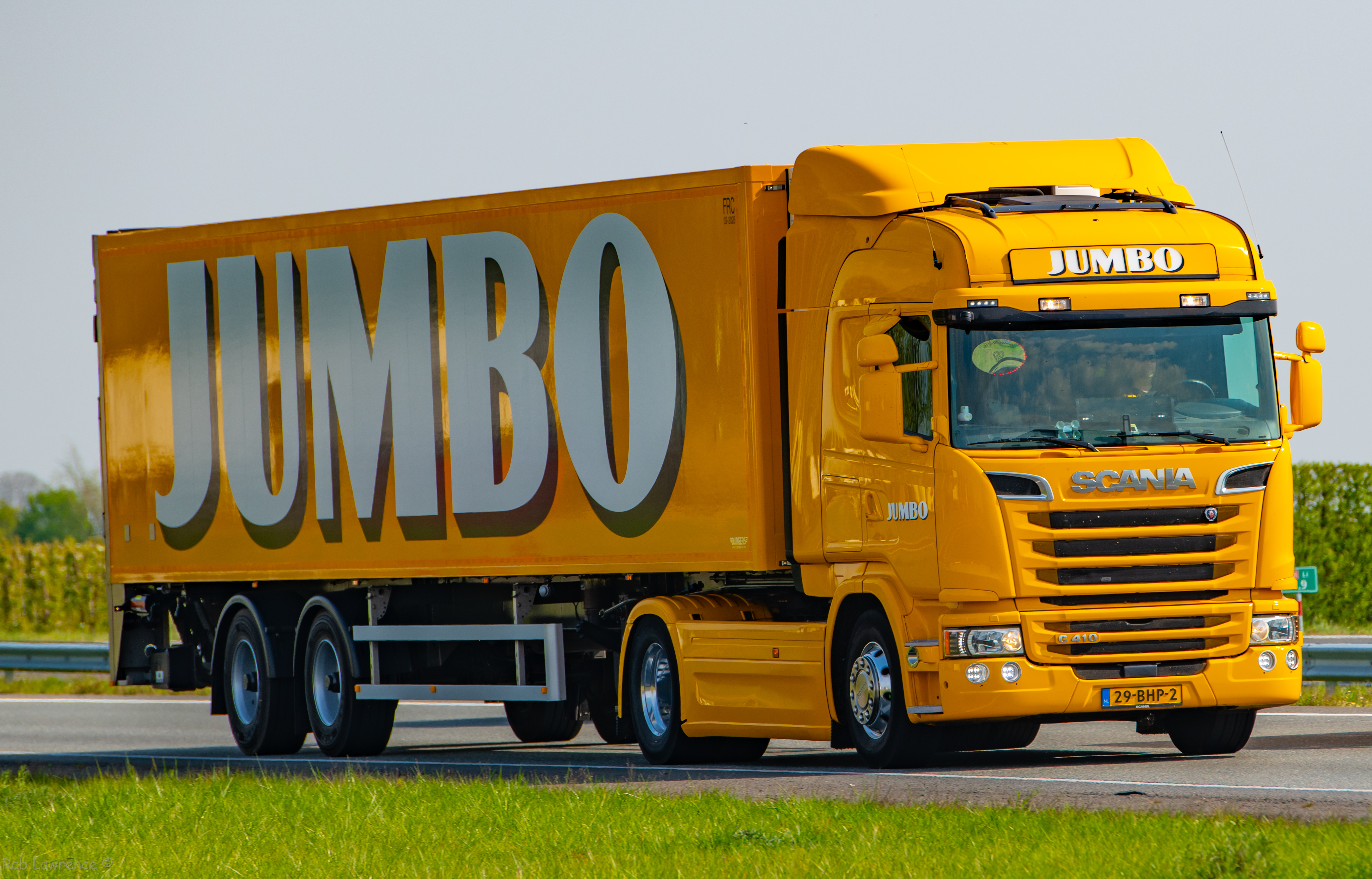
Un camion Scania appartenant à Jumbo.

Logo de Jumbo depuis 1995.
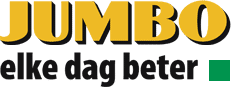
Ancien logo alternatif de Jumbo avec slogan jusqu'en 2009.